# Narbada
Narbada, Narmada – rzeka w środkowej części subkontynentu indyjskiego (wyżyna Dekan), tworząca granicę pomiędzy Indiami Północnymi i Południowymi.
Źródło Narbady leży w paśmie Majkal (Mekal). Długość to około 1300 km, zaś powierzchnia dorzecza 98 tys. km². Rzeka płynie w głębokiej i wąskiej dolinie między pasmem Windhja i Satpura. Ujście w formie estuarium do Zatoki Kambajskiej na Morzu Arabskim. W dolnym biegu używana do nawadniania. Przez Indusów uważana za rzekę świętą.